# Futebol do Myanmar
No Myanmar, o futebol é gerido pela Federação de Futebol de Myanmar. A Seleção Birmanesa tem sido uma das melhores equipes da Ásia junto com o Irã e a Coreia do Sul, vencedora do torneio de futebol dos Jogos Asiáticos duas vezes (1996 e 1970) e vice-campeã da Copa da Ásia de 1968, ganho pelo anfitrião Irã. Além disso, a seleção juvenil já venceu sete vezes o Campeonato Juvenil Asiático. A Federação administra a seleção nacional, além do Campeonato Birmanês.